# Медио-Кампидано
Ме́дио-Кампида́но (итал. Provincia del Medio Campidano, сард. Provìntzia de su Campidanu de Mesu) — бывшая провинция в Италии, в регионе Сардиния.
Была образована в 2001 году. Согласно закону от 4 февраля 2016 года провинция была упразднена, а её 28 муниципалитетов вошли во вновь образованную провинцию Южная Сардиния.
Провинция была одной из шести итальянских провинций, административный центр которых разделён между двумя или более коммунами.